# Antonio Barbieri (politico 1828-1886)
Antonio Barbieri (Seniga, 27 settembre 1828 – Brescia, 24 dicembre 1886) è stato un politico e imprenditore italiano, sindaco di Brescia dal 1880 al 1882 e deputato alla Camera dal 1882 fino alla sua morte.

## Biografia
Si laureò in Farmaceutica all'Università di Pavia e fece pratica a Milano e a Brescia.
Nel 1853 aprì una farmacia a Salò, dove fu tra i primi a vendere l'acqua di cedro come specialità della Riviera gardesana. Si mise anche a produrre a livello industriale lo zolfo in polvere, per combattere lo oidio della vite, e divenne uno dei più grossi operatori economici della provincia. Promosse e diresse la Banca Popolare di Brescia.
Avvicinatosi alla sinistra bresciana e alla figura di Giuseppe Zanardelli, Barbieri divenne consigliere provinciale per il mandamento di Verolanuova, dal 1877 al 1886, e sindaco di Brescia, dal 1880. La sua giunta promosse la municipalizzazione della Scuola Commerciale Peroni, voluta da Teodoro Pertusati, ed inaugurò il monumento ad Arnaldo da Brescia presso Porta Torrelunga. Si dimise dalla carica di sindaco quando fu eletto alla Camera dopo i buoni risultati ottenuti alle elezioni politiche del 1882, lasciando la conduzione della giunta all'assessore Arturo Finadri.
Nel 1884, chiese di dimettersi da deputato per motivi di salute, ma la Camera si oppose. Partecipò anche alle elezioni del 1886, dove venne rieletto. Morì pochi mesi dopo, il 24 dicembre.

## Opere
- "Cenni pratici sull'insolforazione delle viti", Salò, Eredi Capra, 1850.